# Osterhorn
Osterhorn er en by og en kommune i det nordlige Tyskland, beliggende i Amt Hörnerkirchen under Kreis Pinneberg. Kreis Pinneberg ligger i den sydlige del af delstaten Slesvig-Holsten.

## Geografi
Osterhorn ligger omkring 8 km nord for Barmstedt. Osterhorn ligger ved jernbanen mellem Elmshorn og Neumünster. Sydvest for kommunen går motorvejen A 23 fra Elmshorn mod Itzehoe. Det naturhistoriske museum Osterhorner Moor ligger i kommunen.